# This Bitter Earth
This Bitter Earth, littéralement en français : Cette terre amère, est une chanson de 1960 rendue célèbre par la chanteuse de rhythm and blues Dinah Washington. 
Écrite et produite par Clyde Otis (en), elle atteint la première place du palmarès R&B américain pour la semaine du 25 juillet 1960, ainsi que la 24e place du palmarès pop américain.